# Объём Малера
Объём Малера — характеристика Центрально-симметричного выпуклого тела.
Названа в честь Курта Малера. 
Нерешённая гипотеза Малера утверждает, что минимальный возможный объём Малера имеет куб. 

## Определение
Выпуклое тело в Евклидовом пространстве определяется как компактное выпуклое множество с непустой внутренностью. 
Если {\displaystyle B} есть центрально-симметричное выпуклое тело в n-мерном евклидовом пространстве, то двойственное тело {\displaystyle B^{*}} другое центрально-симметричного тело в том же пространстве, определяемая как
{\displaystyle B^{*}=\left\{x\mid x\cdot y\leq 1{\text{ for all }}y\in B\right\}.}
Объём Малера {\displaystyle B} является произведением объёмов {\displaystyle B} и {\displaystyle B^{*}}.

## Примеры
- Единичный шар является самодвойственным. Поэтому объём Малера единичного шара есть квадрат его объёма.
{\displaystyle {\frac {\Gamma (3/2)^{2n}4^{n}}{\Gamma ({\frac {n}{2}}+1)^{2}}}.}

где Γ обозначает гамма-функцию.
- Такой же объём Малера имеет любой эллипсоид

- Двойственное тело для куба есть октаэдр. Отсюда несложно вычислить что объём Малера куба (также как и октаэдра) есть {\displaystyle {\tfrac {4^{n}}{n!}}}.
  - Согласно формуле Стирлинга, объём Малера шара превышает объем Малера куба примерно в {\displaystyle \left({\tfrac {\pi }{2}}\right)^{n}} раз.

## Свойства
- Объём Малера являющееся безразмерной величиной инвариантой относительно линейных преобразований.
- По неравенству Бляшке — Сантало, шар имеет максимальный объёмом Малера.